# Johannes Wegelius den yngre
Johannes Wegelius, född 14 juni 1693 i Stockholm, död 13 maj 1764 i Uleåborg, var en finländsk präst och andlig skriftställare. Han var son till Johannes Wegelius.
Wegelius blev student vid Åbo akademi 1709, flydde under Stora ofreden med sina föräldrar till Sverige, besökte Uppsala akademi och prästvigdes 1720. Han blev kaplan i Enontekis samma år, nådårspredikant i Tyrvis efter faderns död 1725, lärare i Torneå med rektors titel samma år, kyrkoherde i Uleåborg 1757 och slutligen prost. 
Wegelius brann liksom fadern av iver att främja en varmare kristendom. För att vinna saligheten fordrades, enligt hans mening, bättring, som bestod inte endast i att undvika synden, utan även framför allt i en sådan förändring av sinnet och hjärtat, som leder till, att man avskyr syndiga böjelser och begär. Tanken på brytning med den bestående statskyrkan var honom främmande, varför han inte heller blev utsatt för förföljelser från dess sida. 
Wegelius postilla, Se pyhä evangeliumillinen valkeus taivaallisesa opisa ja pyhäsä elämäsä (två delar, Stockholm 1747–49, tredje upplagan 1848; svensk upplaga med titeln "Evangelii heliga ljus" 1853–56), har varit en av det finländska folkets mest använda andaktsböcker. Hans Yxi tarpellinen coetus ja tutkistelemus rippiväen cansa (1762, En behövlig prövning och rannsakning med skriftefolk) utkom i en rad upplagor.